# Селянівка
Селя́нівка — село в Україні, в Царичанській селищній громаді Дніпровського району Дніпропетровської області. Населення за переписом 2001 року складало 242 особи. 

## Географія
Село Селянівка знаходиться на відстані 0,5 км від села Тарасівка та за 1,5 км від села Ляшківка. Поруч проходить автомобільна дорога Т 0441.

## Населення

### Мова
Розподіл населення за рідною мовою за даними перепису 2001 року:
| Мова       | Кількість | Відсоток |
| ---------- | --------- | -------- |
| українська | 236       | 97.52%   |
| російська  | 6         | 2.48%    |
| Усього     | 242       | 100%     |

## Інтернет-посилання
- Погода в селі Селянівка

1. ↑  Рідні мови в об'єднаних територіальних громадах України — Український центр суспільних даних